# Arnold Geulincx
Arnold Geulincx, född den 31 januari 1624 i Antwerpen av romersk-katolska föräldrar, död i november 1669 i Leiden, var en nederländsk filosof. Han är mest känd som ockasionalismens grundare och förste representant.

## Biografi
Geulincx studerade vid det Katolska universitetet i Louvain och utnämndes till professor där 1646. Som cartesian blev han utsatt för förföljelser och 1658 avsatt. Han flyttade då över till Leiden, övergick till kalvinismen och blev 1665 professor där.
Han dog i Leiden 1669 och merparten av hans verk kom att publiceras posthumt.

## Filosofi
Utifrån Descartes lära om själen och kroppen som absolut väsensskilda, menar Geulincx att de heller inte kunde ha någon som helst samverkan, en uppfattning som senare blivit känd som ockasionalism. Ceulincx hävdar bestämt att man överhuvudtaget inte kan föreställa sig hur en kroppsrörelse ska kunna åstadkomma en förändring i sinnet, eller tvärtom. Eftersom kausal växelverkan mellan själ och kropp är omöjlig, drar Geulincx slutsatsen att både själens och den materiella världens (inklusive kroppens) förändringar är förutbestämda och i alla ögonblick bestämda av Gud. Han jämför med två från varandra separata klockor, som dragits upp för att gå parallellt och visa exakt samma tid, men som inte påverkar varandra. Ett tillstånd A hos kroppen är för Gud en tillfällig orsak (causa occasionalis) att framkalla motsvarande tillstånd A i själen och vice versa.
Detta får till följd att människan egentligen bara är en passiv åskådare av tillvaron, eftersom all verksamhet ytterst är beroende av Gud. Geulincx hävdar därför att den högsta etiska principen är: "Där du inte förmår något, bör du heller inte vilja." Människan ska ge upp sin strävan efter lycka och istället ödmjukt uppfylla våra sedliga förpliktelser.
Efter sin död kom han periodvis att angripas hårt för spinozism, inte minst av de klassiska kartesianer som föredrog Descartes syn på kroppens och själens samverkan.

## Verk
Alla Geulincx publicerade verk skrevs på latin. Under hans livstid publicerades:
- Quaestiones Quodlibeticae (1653) med den senare upplagan Saturnalia
- Disputatio medica inauguralis de febribus (1658)
- Logica fundamentis suis restituta (1662)
- Methodus inveniendi argumenta (1663)
- De virtute (1665)
- Opera philosophica 1891-1893 (3 volymer)

De virtute var den första delen av Ethica, som då den publicerades postumt uppgick till sex volymer. 
På engelska finns:
- Metaphysics, övers. Martin Wilson, Christoffel Press, 1999
- Ethics, övers. Martin Wilson, Brill, 2006